# Gor Sudschjan

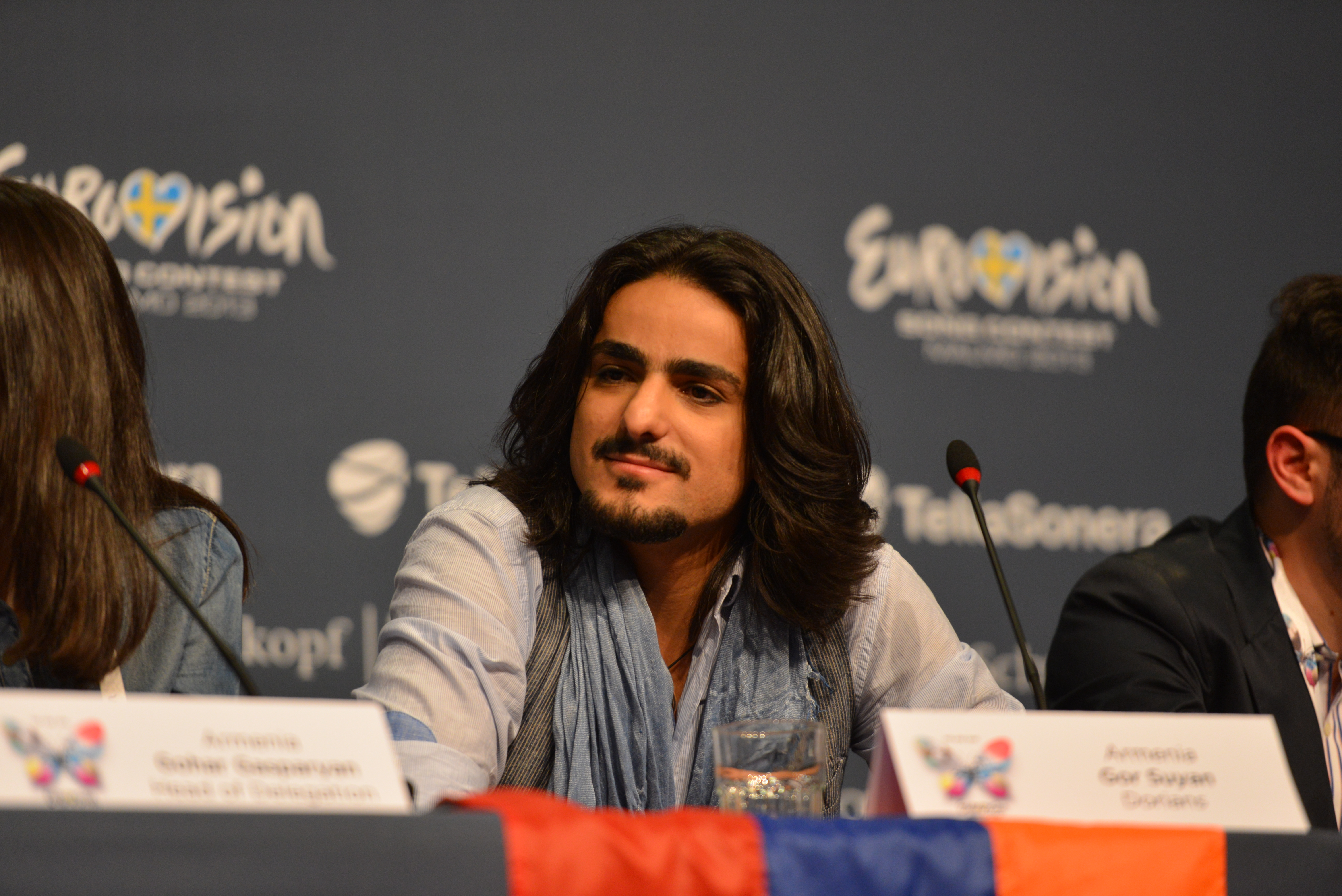
Gor Sudschjan (2013)

Gor Sudschjan (armenisch Գոռ Սուջյան, englische Transkription: Gor Sujyan; * 25. Juli 1987 in Jerewan) ist ein armenischer Rocksänger. Landesweit bekannt ist er als Frontmann der Rockband Dorians, die seit 2008 besteht.
Sudschjan war bereits beim Eurovision Song Contest 2010 als Backgroundsänger von Eva Rivas zugegen. Zusammen mit seiner Band trat er für sein Land beim Eurovision Song Contest 2013 mit dem Titel Lonely Planet an wo Platz 18 erreicht wurde.